# Og verden skælvede
Og verden skælvede (Org. Atlas Shrugged), roman af den russisk-amerikanske forfatter Ayn Rand, romanen blev først udgivet i USA i 1957 og på dansk i 1959 fra Grafisk Forlag under titlen – og verden skælvede. Bogen er på over 1.200 sider.
Handlingen i bogen er et forsvar af kapitalismen og de katastrofale konsekvenser ved at sammenblande økonomi og politik hvor mange forretningsmænd og -kvinder føler at de er ofre for en særlig form for foragt rettet imod dem, og som ikke skyldes at de snyder eller stjæler, men fordi de opnår deres rigdom via ærlige bestræbelser på at producere goder og serviceydelser, som de sælger til interesserede kunder. Politikere omsætter denne ringeagt i højere skatter, regulering, og i særlige kriminelle strafanordninger mod disse producenter.
Saxo Bank har udgivet og gratis uddelt mere end ca. 15.000 eksemplarer af bogen.
En filmatisering af bogen udkom i 2011 (1. del) med Taylor Schilling i hovedrollen som Dagny Taggart, vicedirektør i et stort amerikansk jernbaneselskab.